# حسن حبيبي
حسن إبراهيم حبيبي (ولد 29 يناير 1937 وتوفى 31 يناير 2013).هو سياسي إيراني شغل سابقًا منصب النائب الأول لرئيس الجمهورية الإيرانية، محام، باحث ورئيس مجمع اللغة الفارسية وآدابها (منذُ 11 أكتوبر 2004 إلى وفاته في عام 2013).

## النشأة والتعليم
ولد حبيبي في 29 يناير عام 1937. درس علم الاجتماع في فرنسا. ويحمل شهادة الدكتوراه في القانون وعلم الاجتماع. عندما كان طالبا جامعيا زار الخميني عندما كان في المنفى.

## وفاته
توفي حبيبي في 31 يناير 2013. ودفن في ضريح الخميني في طهران يوم 1 فبراير. وقد حضر مراسم الجنازة كبار الشخصيات السياسية الإيرانية، بما في ذلك الرئيس السابق أحمدي نجاد.